# Nikita (Film)

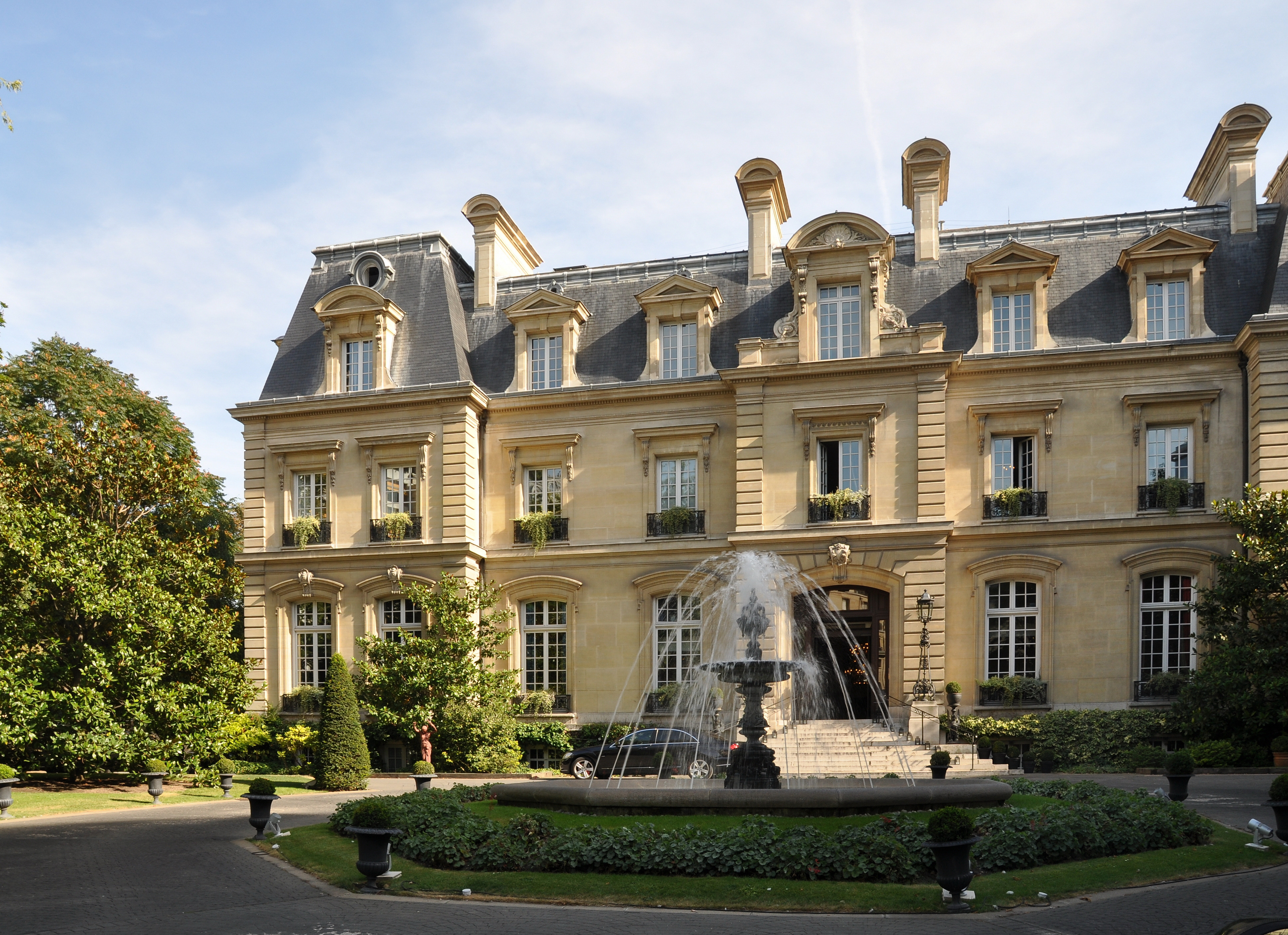
Hôtel Saint James in Paris, Nikitas letzter Einsatzort

Nikita ist ein Spielfilm des französischen Regisseurs Luc Besson aus dem Jahre 1990. Dieser Action-Thriller im Stil des französischen Cinéma du look war in den 1990er Jahren einer der international erfolgreichsten französischsprachigen Kinofilme.

## Handlung
Nikita, eine drogensüchtige junge Frau, begeht mit Freunden einen nächtlichen Einbruch in eine Apotheke, um sich Drogen zu verschaffen. Als zuerst der Eigentümer und kurz darauf ein Einsatzkommando der Polizei auftauchen, entwickelt sich eine blutige Schießerei, bei der der Apotheker, Nikitas Freunde und mehrere Polizisten getötet werden. Nikita tötet dabei einen Polizisten vorsätzlich und wird wegen Mordes zu einer lebenslangen Haftstrafe verurteilt. Eine Spezialabteilung des Geheimdienstes, das Zentrum, täuscht daraufhin ihren Suizid samt öffentlichem Begräbnis vor, während sie in Wahrheit in ein geheimes Ausbildungszentrum gebracht wird. Ihr späterer Ausbilder zeigt ihr zum Beweis Fotos von der inszenierten Beerdigung, auf denen sie zu ihrem Entsetzen ihre um sie trauernden Freunde erkennt. Vor die Wahl gestellt, tatsächlich zu sterben oder „ihrem Land zu dienen“, wird sie als Spezialagentin und Auftragsmörderin für den Staat ausgebildet.
Nach einer langen und harten Ausbildung in Gefangenschaft wird sie als äußerlich unscheinbare Kampfmaschine wieder ins Leben entlassen. Als verdeckte Agentin soll sie ein unauffälliges Leben führen und auf Abruf für gefährliche Aufträge aller Art bereitstehen. Alsbald verliebt sie sich in den Supermarktkassierer Marco und muss erkennen, dass ihr der Staat nur scheinbar die Chance auf ein besseres Leben verschafft hat. Während sie versucht, mit ihrem Freund ein normales Leben zu führen, wird es zusehends schwieriger, ihre regelmäßigen Mordaufträge vor ihm geheim zu halten, was zu zahlreichen turbulenten Verwicklungen führt. Als eine monatelang vorbereitete Aktion aufgrund einer Kommunikationslücke abgebrochen werden muss, schickt das Zentrum den „Reinigungsmann“ Victor, um jegliche Beweise verschwinden zu lassen. Victor entwickelt jedoch den fatalen Ehrgeiz, die Aktion doch noch mit der Brechstange durchzuziehen, und bezahlt dafür mit seinem Leben. Nikita nutzt das Chaos, um unterzutauchen und ein neues Leben zu beginnen. Marco, der mittlerweile erfahren hat, was für einen Beruf Nikita ausübte, trifft sich in der Schlussszene mit Nikitas Ausbilder Bob und übergibt ihm die von Nikita bis zum endgültigen Scheitern der Aktion beschafften Informationen. Es deutet sich an, dass das Zentrum Nikita nicht weiter suchen wird.

## Neuverfilmungen und Fernsehserien
- Von Nikita gibt es die weitgehend unbekannten Hongkong-Neuverfilmungen Black Cat (Hei mao, 1991) und Codename: Cobra (Hei mao II, 1992). Beide Filme entstanden unter der Regie von Stephen Shin.
- Die US-amerikanische Neuverfilmung Point of No Return bzw. The Assassin (USA 1993, Regie: John Badham) ist im deutschsprachigen Raum unter dem Titel Codename: Nina bekannt. In der Hauptrolle ist Bridget Fonda zu sehen.
- In Kanada wurden 96 Folgen der Fernsehserie Nikita (Originaltitel: La Femme Nikita, 1997 bis 2001) mit Peta Wilson, Roy Dupuis, Alberta Watson, Eugene Robert Glazer, Don Francks und Matthew Ferguson gedreht.
- Der Stoff wurde 2010 fürs US-Fernsehen erneut als Serie adaptiert. Maggie Q verkörpert die titelgebende Heldin.

## Kritiken
„Äußerlich perfekt inszenierte Horrorvision einer lebendigen Tötungsmaschine, die aber die Charaktere ihrer Figuren völlig vernachlässigt und das exzessiv ausgespielte Thema der (Staats-)Gewalt in keiner Weise reflektiert.“

„Kritiker konnten mit ‚Nikita‘ nicht viel anfangen, was Luc Besson auch dazu veranlasste, in jenen Tagen leidenschaftlich und nicht ganz ohne Unrecht über sie herzuziehen. […] Tatsächlich profitiert ‚Nikita‘ von einer exzellenten, stilistischen Bilderflut und erinnert handwerklich an Werke wie Hollywoods Highlander oder Hongkongs A Better Tomorrow, die seinerzeit inszenatorisch neue Wege gegangen sind. […] Nunmehr ist ‚Nikita‘ zum modernen Klassiker avanciert. Kaum einer sinniert mehr über die vermeintliche Unglaubwürdigkeit einer ausgefallenen Story. Das ist auch unnötig, denn als Film funktioniert ‚Nikita‘, reißt insbesondere emotional mit, unterhält sehr spannend und wirkt gerade innerhalb seines eigenen filmischen Universums glaubhaft. Mehr braucht von einem Action-Drama nicht verlangt werden.“

## Sonstiges
- Ca. 3,8 Millionen Kinobesucher sahen den Film in Frankreich.[4]
- Maximilian Schell spielte in einer kleinen Nebenrolle (Cameo-Auftritt) einen Mann, der Nikita in den weihnachtlich beleuchteten Straßen von Paris trifft und ihr weitere Informationen über ihren letzten Auftrag gibt. Im Abspann wird er nicht erwähnt.
- Der Name Nikita ist im Russischen ein ursprünglich männlicher Vorname.

## Synchronisation
| Rolle       | Schauspieler         | Synchronsprecher  |
| ----------- | -------------------- | ----------------- |
| Nikita      | Anne Parillaud       | Evelyn Maron      |
| Bob         | Tchéky Karyo         | Jürgen Heinrich   |
| Marco       | Jean-Hugues Anglade  | Stephan Schwartz  |
| Victor      | Jean Reno            | Ulrich Gressieker |
| Amande      | Jeanne Moreau        | Bettina Schön     |
| Botschafter | Philippe du Janerand | Klaus Jepsen      |

## Auszeichnungen (Auswahl)
- Anne Parillaud gewann 1990 den César in der Kategorie Beste Hauptdarstellerin. Nominiert wurde der Film in acht Kategorien, nämlich: Bester Film, Beste Regie, Beste Filmmusik, Beste Kamera, Bestes Szenenbild, Bester Ton, Bester Schnitt und Bester Nachwuchsdarsteller.
- 1991 gewann Luc Besson als Regisseur des Besten ausländischen Filmes den Nastro d’Argento des Verbandes der italienischen Filmjournalisten.
- 1992 wurde der Film als Bester ausländischer Film bei den Japanese Academy Awards nominiert.
- Des Weiteren wurde Nikita 1992 bei den Golden Globe Awards als Bester fremdsprachiger Film nominiert.[6]